# Lynk & Co Z20
La Lynk & Co Z20 è un'autovettura elettrica prodotta dalla casa automobilistica cino-svedese Lynk & Co a partire dal 2024.

## Contesto
In Cina, la Lynk & Co Z20 è il secondo veicolo elettrico del marchio dopo la berlina Lynk & Co Z10, mentre in Europa questo è il primo EV della Lynk & Co nonché secondo modello venduto nei mercati del vecchio continente, il cui nome in Europa è "02" mentre in Cina è "Z20", poiché lì esiste già un modello denominato 02.
La Z20 condivide molteplici elementi sia di stile e di design estetici che a livello tecnico con la crossover Zeekr X.